# Nymphon lobatum
Nymphon lobatum är en havsspindelart som beskrevs av Stock, J.H. 1962. Nymphon lobatum ingår i släktet Nymphon och familjen Nymphonidae. Inga underarter finns listade i Catalogue of Life.